# 金艺林 (花样滑冰运动员)
金艺林（2003年1月23日—），韩国花样滑冰运动员，2022年四大洲锦标赛女子单人滑铜牌得主、2023年大冬会女子单人滑铜牌得主、2023年四大洲锦标赛女子单人滑银牌得主。